# 熊猫的拇指
《熊猫的拇指：自然史沉思录》（英語：The Panda's Thumb: More Reflections in Natural History，1980年）是哈佛大学古生物学家斯蒂芬·杰·古尔德31篇随笔的结集。这是第二部由古尔德发表在《自然史》每月专栏《这种生命观》所发表的文章挑选结集而来的书。这些文章中反复出现的主题是进化及其教义、科学传记、可能性和常识。
首篇文章《熊猫的拇指》描述了一个矛盾，有时劣等的设计比好的设计能更好的充当进化论的论据，解剖学上熊猫的“拇指”其实根本就不是拇指，而是由桡籽骨构成。其他文章讨论到女性大脑、皮尔当人骗局、唐氏综合症以及恐龙与鸟类的关系。
该书获1981年美国国家图书奖。

## 评论
- Books of the Times （页面存档备份，存于） - by Christopher Lehmann-Haupt, The New York Times
- Back to Evolution （页面存档备份，存于） - by P. B. Medawar, The New York Review of Books